# Гранична глијална мембрана
Гранична глијална мембрана (лат. Glia limitans) танка је баријера процеса стопала астроцита повезана са паренхимском базалном ламином која окружује мозак и кичмену мождину. То је најудаљенији слој нервног ткива, а међу његовим одговорностима је и спречавање прекомерне миграције неурона и неуроглије, потпорних ћелија нервног система, у мождане овојнице. 
Такође игра важну улогу у регулисању кретања малих молекула и ћелија у мождано ткиво радећи заједно са другим компонентама централног нервног система (ЦНС) као што је крвно-мождана баријера.

## Локација и структура
Периваскуларна стопала астроцита формирају блиску везу са базалном ламином можданог паренхима да би створили Glia limitans. Ова мембрана лежи дубоко у мекој опни мозга и субпијалном простору и окружује периваскуларне просторе. Свака супстанца која улази у централни нервни систем из крви или цереброспиналне течности мора да прође Glia limitans.
Две различите класификације глија лимитирајућих мембрана, glia limitans perivascularis и glia limitans superficialis, имају скоро идентичне структуре, међутим, могу се разликовати једна од друге по њиховој локацији у мозгу. Глија glia limitans perivascularis наслања се на периваскуларни простор који окружује паренхимске крвне судове и функционише као помоћни састојак крвно-мождане баријере. Насупрот томе, непаренхимски крвни судови присутни у субарахноидном простору нису покривени глија лимитансима. Уместо тога, цео субарахноидни простор је затворен према нервном ткиву glia limitans superficialis. Ова два дела глија лимитанса су непрекидна; међутим, конвенција налаже да се део који покрива површину мозга назива суперфицијалис, а део који обухвата крвне судове у мозгу назива се периваскуларни.

## Функција

### Физичка баријера
Главна улога граничне мембране је да делује као физичка баријера против нежељених ћелија или молекула који покушавају да уђу у ЦНС. Мембрана дели мозак како би изоловао паренхим од васкуларног и субарахноидног одељка. Унутар мозга, глијална ограничавајућа мембрана је важан елемент крвно-мождане баријере. Експерименти који користе маркере открили су да су функционалне компоненте крвно-мождане баријере ендотелне ћелије које чине сам суд. Ове ендотелне ћелије садрже веома непропусне чврсте спојеве који узрокују да крвни судови мозга не показују ништа од „пропуштања“ пронађених у артеријама и венама на другим местима у телу.
Glia limitans такође делује као друга линија одбране од свега што пролази крвно-мождану баријеру. Међутим, пошто су астроцити који окружују крвне судове повезани празнинама, он се не сматра делом крвни-мождане баријере и материјал може лако да прође између стопала.

## Развој
Развој дугих ћелијских процеса астроцита који су саставни део структуре глија лимитанс повезан је са присуством менингеалних ћелија у мекој опни. Менингеалне ћелије су специјализоване ћелије сличне фибробластима које окружују ЦНС и главне крвне судове. Утврђено је да они сарађују са астроцитима у почетном формирању глија лимитанс током развоја и учествују у његовом континуираном одржавању током живота. Утврђено је да вештачки изазвано уништавање менингеалних ћелија током развоја ЦНС-а доводи до промене субпијалног екстрацелуларног матрикса и поремећаја glia limitans.
Glia limitans се такође показао важним у опоравку ЦНС-а након повреда. Када се лезије направе на површини мозга, менингеалне ћелије ће се поделити и мигрирати у лезију, на крају облажући целу шупљину повреде. Ако је повреда значајно смањила густину астроцита и створила простор унутар ткива, менингеалне ћелије ће напасти још дифузније. Како инвазивне менингеалне ћелије ступају у контакт са астроцитима, оне могу индуковати формирање нових, функционалних glia limitans. Нови glia limitans формиран након повреде ЦНС-а обично се представља као препрека за регенерацију аксона.